# Destine
命運樂團（英語：Destine）是一個來自荷蘭蒂爾堡的搖滾樂團，成立於2006年。
樂隊於2015年宣布結束活動。

## 簡介

### 2006年：發跡
發跡於荷蘭，命運樂團可說是對Fall Out Boy，Paramore和Simple Plan所作出的回應。
在2006年發起了樂團後，發行了第一首唱片，之後更在荷蘭，英國，威爾斯，德國，法國和比利時巡迴演出了70次。他們大量且頻繁的演出令歌迷的數量迅速增長，並因此獲得在電台和電視台播放歌曲的機會。

### 2008年－2009年：成名
2008年12月，命運樂團與索尼音樂簽了唱片合約，並到了美國奧蘭多與曾為Paramore製作過專輯的詹姆斯·保羅·威斯納錄製歌曲。
與詹姆斯合作錄製的第一首歌曲In Your Arms在荷蘭發行的第一週就獲得好評。其音樂影片發佈的第一個星期，也在數個YouTube排行榜上獲得名次。命運樂團也因此登上了WestJet's up! magazine的封面上。這首歌亦被收錄在電子足球遊戲勝利十一人2011（PES 2011）中。
2009年4月17日，發佈了新單曲《Spiders》。
4月23日，命運樂團再次到奧蘭多與詹姆斯錄製新曲。隨後他們發佈了由Jay Sean和Lil Wayne原唱的《Down》的翻唱版。

### 2010年：專輯《Lightspeed》（光速飛行）
2010年2月1日，命運樂團發行其首張專輯《Lightspeed》。專輯在荷蘭排行榜排第22位。

### 2012年：巡演 DVD《FOOTPRINTS: A YEAR IN THE LIFE》及專輯 《Illuminate》（照亮）
2012年3月5日，命運樂團的巡迴演出紀錄片《FOOTPRINTS: A YEAR IN THE LIFE》首映，影片同時亦提供DVD版。該紀錄片包括了一些在中國巡演的片段。
2012年3月30日，發行新專輯《Illuminate》。專輯在荷蘭排行榜排第42位。

## 成員
- Robin van Loenen - 主唱，和聲歌手
- Hubrecht Eversdijk - 吉他手，和聲歌手
- Laurens Troost - 键盘
- Tom Vorstius Kruijff - 低音吉他手
- Jordy Datema - 鼓手

## 已退出成員
- Robin Faas - 鼓手

## 音樂專輯

### 《Lightspeed（光速飛行）》
- 發行日期：2010年2月1日
- 發行地區：全球
- 排行榜：22[4]
- 曲目：

1. In Your Arms
2. Everything In Me
3. Burn
4. Stars
5. Where Are You Now?
6. Spiders
7. Forget About Me
8. Wake Me
9. Sinking Sand
10. Am I So Blind?
11. California Summer
12. In The End

### 《Illuminate（照亮）》
- 發行日期：2012年3月30日
- 發行地區：全球
- 排行榜：42[7]
- 曲目：

1. Four Leaf Clover
2. Stay
3. All the People
4. Wait Forever
5. Thousand Miles
6. Unbreakable
7. Night Skies
8. Best Kept Secret
9. The Awakening
10. Illuminate

## 外部連結
- 命運樂團（页面存档备份，存于） 官方網站
- 命運樂團（页面存档备份，存于） 官方影片平台
- 命運樂團（页面存档备份，存于） 的 Myspace
- 命運樂團（页面存档备份，存于） 的 Hyves
- 命運樂團（页面存档备份，存于） 的 Twitter
- 命運樂團（页面存档备份，存于） 的 Hyves
- Punktastic 評論（页面存档备份，存于） "A Dozen Dreams EP" 評論 #1
- Europunk 評論[永久] "A Dozen Dreams EP" 評論 #2